# Гора Каратау
«Гора́ Карата́у» (укр. «Гора Каратау», крымскотат. «Qaratav dağı», «Къаратав дагъы») — ботанический памятник природы общегосударственного значения, расположенный в Крымских горах на территории Симферопольского района (Крым). Площадь — 100 га. Землепользователь — Алуштинское государственное лесное хозяйство.

## История
Статус памятника природы был присвоен 30 марта 1981 года Постановлением Совета Министров УССР от 30.03.81 г. № 145, путём реорганизации памятника природы местного значения, основанного в 1960 году.

## Описание
Расположен в Крымских горах непосредственно юго-западнее хребта Караби-яйла на территории Солнечногорского лесничества квартал 75. Высота горы Каратау — 1220,0 м. Вблизи северного склона горы расположено пресное маленькое озеро Каратау-голь.
Ближайший населённый пункт — село Генеральское, город — Алушта.

## Природа
«Гора Каратау» является одним из наиболее значительных массивов букового леса на Караби-яйле, где преобладают деревья в возрасте 100—200 лет со средней высотой около 15-18 метров. Встречается тис ягодный (Táxus baccáta).